# Наконечное Второе
Наконечное Второе (укр. Наконечне Друге) — село в Яворовской городской общине Яворовского района Львовской области Украины.
Население по переписи 2001 года составляло 1166 человек. Занимает площадь 1,707 км². Почтовый индекс — 81031. Телефонный код — 3259.